# Requiem for alto, choir and orchestra
Het Requiem for alto, choir and orchestra is een compositie van Asger Hamerik.
Het requiem kreeg een Engelstalige titel mee, want de Deense componist was toen werkzaam aan het Peabody Institute in Baltimore. Zijn vrije tijd bracht hij door in Chester (Nova Scotia) in Canada. Het waren niet bepaald tijden voor het componeren van een droef muziekstuk. Hamerik stond volop in de belangstelling, weliswaar als docent en niet als componist. Tegelijkertijd deed de liefde voor Margaret Williams wonderen. Hij huwde haar in 1895 en nam haar mee naar thuisland Denemarken. Enige smet destijds was dat zijn requiem uit de jaren 1886-1887 maar niet tot een uitvoering kwam. Een poging van zijn broer Angul Hamerik voor een uitvoering in Kopenhagen mislukte.
Een goede gelegenheid deed zich voor toen het Peabody Institute de honderdjarige geboortedag van hun oprichter George Peabody wilde vieren in de zomer van 1895. Hamerik haalde zijn requiem uit de kast en kon aan het repeteren slaan. Er waren voldoende orkest- en koorleden voorhanden. Op 5 en 6 april 1895 kwam het requiem tot uitvoering met een 300-man/vrouw sterk koor, een orkest en de soliste Julie Wynan. De aanloop tot de uitvoeringen was lang. Hamerik overlegde in Baltimore met bevriende priesters en zelfs een kardinaal. Er werden niet minder dan 60 repetities gehouden om tot een definitieve uitvoering te komen.
Hamerik, hevig beïnvloed door Hector Berlioz nam als voorbeeld het Grande Messe des Morts van Berlioz en laste sommige delen aan elkaar, waar anderen die als apart staand lieten.
De opzet was vervolgens:
1. Requiem aeternam et Kyrie
2. Dies irae
3. Offertorium
4. Sanctus
5. Agnus Dei

Hamerik nam niet alleen de indeling van Berlioz over, maar citeerde zijn voorbeeld door de modulatie (muziek) van c-mineur (eeuwige vrede) naar C-majeur (eeuwig licht) in het Kyrie. In Dies irae zit een Gregoriaanse melodie verstopt die Berlioz gebruikte in zijn Symphonie fantastique. Even later schreef hij een fanfare, opnieuw zoals zijn voorbeeld had gedaan. In en om Baltimore was men opgetogen over het werk, The Baltimore Sun had het over een overweldigende schoonheid. De omgeving van Baltimore zou Hamerik uiteindelijk ook brengen tot zijn Zeven symfonie “Koorsymfonie”, maar daarna vertrok de familie. Het Peabody Institute wilde geen symfonische concerten meer organiseren.  

## Discografie
- Uitgave Dacapo: Randi Stene, Deens Radio Symfonieorkest (DR) en koor o.l.v. Thomas Dausgaard
- Uitgave Kontrapunkt: Minna Nyhus, Deens Radio Symfonieorkest (DR) en koor o.l.v. Ole Schmidt